# 椛島光
椛島 光（かばしま ひかり、1996年6月8日 - ）は、日本の女優、元アイドル。青森県弘前市出身。アクロスエンタテインメント所属。旧芸名：浅倉 唯（）。

## 経歴
大学進学のために上京後、2年次からアイドルや声優として3年ほど活動した。
2021年9月5日から2022年8月28日まで放送された特撮テレビドラマ『仮面ライダーリバイス』で俳優デビュー、ドラマのオーディションを初めて受け、アギレラ / 夏木花 / 仮面ライダーアギレラ 役となる。
2021年9月13日発売の『週刊プレイボーイ』（集英社）2021年39・40合併号にて自身初の水着グラビアを掲載。
同年12月13日、集英社「グラジャパ! アワード2021」でグランプリを受賞。
2022年8月30日をもって所属していたLIBERAを退所。なお、浅倉は退所後も引き続き芸能活動は継続する予定としていた。
同年12月30日、芸名を「浅倉 唯」から「椛島 光」に改名し、アクロスエンタテインメントに所属することを発表した。

## 人物
- スリーサイズはB:85センチメートル W:56センチメートル H:82センチメートル。靴のサイズは23センチメートル[19]。血液型はO型。
- 趣味はゲーム、散歩、映画鑑賞、動物と触れ合うことで、特技は昭和歌謡を歌うこととピアノ[19][20]。学生時代にはテニスを部活でやっていたという[3]。
- 幼少期は色々あって一件落着で終わるスーパー戦隊シリーズをよく見ていたが、仮面ライダーシリーズは『仮面ライダー電王』を見ていたくらいで、ストーリーが怖くてあまり見ていなかった[3]。だが、『仮面ライダーリバイス』のオーディションを受けることになった際に当時放送中であった『仮面ライダーセイバー』を見始めるとそんな感じではなかったため安心したという[4]。
- 旧芸名の由来は、「浅倉」は自身が『タッチ』の浅倉南のファンであることから、「唯」は今まで生きていてその名前が一番可愛いと思い漠然と付けたものである[21]。
- 『仮面ライダーリバイス』プロデューサーの望月卓によると、主人公の妹・五十嵐さくら役のオーディションで目に留まり、童顔に騙され候補に残していたとのこと。高校生役には少し大人すぎた浅倉の年齢を把握していなかったためで、アギレラの構想初期のキャラクターを修正の上、浅倉に役を演じてもらうことにしたとしている[22]。

## 出演
主演作品は役名を太字で表記。

### テレビドラマ
- 仮面ライダーリバイス（2021年9月5日 - 2022年8月28日、テレビ朝日） - アギレラ[8][9] / 夏木花[23] / 仮面ライダーアギレラ[24] 役
- 家族だから愛したんじゃなくて、愛したのが家族だった 第6話 - 第9話（2023年6月18日 - 7月9日、NHK BSプレミアム・NHK BS4K / 2024年8月27日 - 9月17日、NHK総合） - 斉藤可奈 役[25][26]
- なれの果ての僕ら（2023年6月28日 - 9月13日、テレビ東京） - 小山内彩 役[27]
- ばらかもん 最終話（2023年9月20日、フジテレビ） - ゆな 役[28]
- チェイサーゲーム W パワハラ上司は私の元カノ（2024年1月9日 - 2月27日、テレビ東京） - 小松莉沙 役[29]
- ジャンヌの裁き 第1話（2024年1月12日、テレビ東京） - 学生 役[20]
- 素晴らしき哉、先生! 第2話 - 第4話（2024年8月25日 - 10月6日、朝日放送テレビ・テレビ朝日） - 石原結衣 役[30]
- ノロイヲアゲル（2025年1月5日 - 3月30日、テレビ東京） - 矢巻史 役[31]
- いきなり婚（2025年1月8日 - 3月26日、日本テレビ） - 東美香 役[32]
- 大河ドラマ べらぼう〜蔦重栄華乃夢噺〜 第3回・第4回・第10回（2025年1月19日・26日・3月9日、NHK） - 常磐木 役[33]
- 年下童貞くんに翻弄されてます（2025年4月25日 - 6月13日、毎日放送） - 深沢愛理 役[34]
- Dr.アシュラ 第7話（2025年5月28日、フジテレビ） - 小松知香 役[35]

### 配信ドラマ
- 仮面ライダーシリーズ
  - 仮面ライダーリバイス The Mystery（2022年1月30日 - 2月27日、TELASA） - アギレラ 役[36]
  - 仮面ライダージャンヌ&仮面ライダーアギレラ withガールズリミックス（2022年8月7日 - 9月11日、東映特撮ファンクラブ） - 主演・夏木花 / 仮面ライダーアギレラ / 仮面ライダーダークアギレラ 役（井本彩花とW主演）[37]
  - 仮面ライダージュウガVS仮面ライダーオルテカ（2023年4月30日・5月7日、東映特撮ファンクラブ） - 夏木花 役[38]
  - 仮面ライダーマジェード withガールズリミックス（2025年5月11日、東映特撮ファンクラブ） - 夏木花 / 仮面ライダーアギレラ 役[39]
- なれの果ての僕ら アナザーストーリー 第5話・第8話（2023年8月9日・30日、TVer） - 小山内彩 役
- プロ彼女の条件 芸能人と結婚したい女たち（2024年4月23日、BUMP） - 木本美織 役[40]
  - プロ彼女の条件 芸能人と結婚したい女たち2（2024年10月9日） - 主演[41]
- 素晴らしき哉、高校生! 第2話（2024年8月25日、TVer） - 石原結衣 役
- 情事と事情（2024年12月5日、Lemino） - 結城愛里紗（大学生時代） 役[42]
- この顔であってる?（2025年3月8日 - 3月13日、TikTokほか） - ユカ 役[43]

### 映画
- ヲタクに恋は難しい（2020年2月7日公開、東宝）[44]
- 仮面ライダーシリーズ（東映）
  - 仮面ライダー ビヨンド・ジェネレーションズ（2021年12月17日公開） - アギレラ 役[45]
  - 劇場版 仮面ライダーリバイス バトルファミリア（2022年7月22日公開） - 夏木花 / 仮面ライダーアギレラ 役[46]
  - 仮面ライダーギーツ×リバイス MOVIEバトルロワイヤル（2022年12月23日公開） - 夏木花 / 仮面ライダーアギレラ 役[47]

### オリジナルビデオ
- リバイスForward 仮面ライダーライブ&エビル&デモンズ（2023年5月10日、東映ビデオ） - 夏木花 役[48][49]

### CM・広告
- INTLOOP DX（2022年1月10日、Web CM）[50]
- ZEN大学発表会
  - どうしたひろゆき篇（2023年6月5日、Web CM）[51]
  - どうしたGACKT篇（2023年6月6日、Web CM）[52]
- ユニバーサル・スタジオ・ジャパン「【年間パスで人生に、もっとUSJを。】ユニバーサル・プライム年間パス」篇（2023年9月18日）[53]
- Efun Company Limited ドット勇者～三時のおやつと昼寝付きの冒険～【ドット勇者×椛島光】新年CM公開！（2023年12月28日、Web CM）[54]
- ストラテジーテック・コンサルティング ContactEARTH「世界中の知見をあなたの手に」編（2024年4月23日、Web CM）[55]
- チェジュ航空 あなたの「ワクワク」、チェジュ航空となら。（2024年10月16日、Web CM）[56]

### Webアニメ
- ゆだって最高！リバイスアニメ 湯けむりパラダイス A GO!GO!（2022年6月26日 - 2023年7月30日、東映特撮ファンクラブ） - アギレラ、母親（第2話） 役

### PV
- go!go!vanillas 「コンビニエンスラブ」（2023年10月25日）

### ゲーム
- 仮面ライダーバトル ガンバライジング（2022年） - 仮面ライダーアギレラ 役[57]
- 仮面ライダーバトル ガンバレジェンズ（2023年） - 仮面ライダーアギレラ 役

### デジタルコミック
- 女優めし（2022年8月4日、YouTube） - 主演・和泉撫子 役[58]

### 玩具
- 仮面ライダーシリーズ（バンダイ）
  - 仮面ライダーリバイス DXデッドマンズバイスタンプセット（2022年3月） - アギレラ 役
  - 仮面ライダーリバイス 変身ベルト DXウィークエンドライバー（2022年11月） - 夏木花 役
  - 仮面ライダーリバイス DXバイスタンプセレクション グラシアスセット（2023年10月） - アギレラ / 夏木花 役

### イベント
- 仮面ライダーリバイス スペシャルイベント（2022年5月4日・5日）[59][20]
- 仮面ライダーリバイス ファイナルステージ（2022年9月18日・10月1日・8日・15日・16日） - 夏木花 / 仮面ライダーアギレラ 役[20]

### その他
- 弘前ねぷた300年祭[60][61][20]

## ディスコグラフィ

### キャラクターソング
| 発売日        | 商品名 | 歌                                 | 楽曲              | 備考                                                                                   |
| ------------- | --- | ---------------------------------- | ----------------- | -------------------------------------------------------------------------------------- |
| 2022年9月21日 | 仮面ライダーリバイス SONG BEST                                                                                              | 夏木花（浅倉唯）                   | 「Riot in bloom」 | ウェブドラマ『仮面ライダージャンヌ&仮面ライダーアギレラ withガールズリミックス』主題歌 |
| 2023年5月10日 | 『リバイスForward 仮面ライダーライブ&エビル&デモンズ DXジャイアントスパイダー&メガバットバイスタンプセット版』付属 主題歌CD | #ナイスファミリバ                  | 「Love yourself」 | オリジナルビデオ『リバイスForward 仮面ライダーライブ&エビル&デモンズ』主題歌           |
| 2025年5月11日 | Go As ONE（『仮面ライダーマジェードwithガールズリミックス』主題歌）                                                         | 九堂りんね with ガールズリミックス | 「Go As ONE」     | ウェブドラマ『仮面ライダーマジェード withガールズリミックス』主題歌                    |

## 書籍

### 写真集
- chouchou（2024年12月11日、集英社、撮影：大江麻貴）ISBN 978-4087901856[62]

### デジタル写真集
浅倉唯 名義
- かわいいが渋滞中!!（2021年9月13日、集英社［週プレ PHOTO BOOK］、撮影：Takeo Dec.）ASIN B09FXLKZH5[63]
- イツザイ。（2021年11月4日、集英社［YJ PHOTO BOOK］、撮影：Takeo Dec.）ASIN B09KTTKLZY[64][65]
- 雨トキドキ唯。（2021年12月20日、集英社［週プレ PHOTO BOOK］、撮影：桑島智輝）ASIN B09NR91FP2[66]
- イツザイ。完全アナザーカットver.（2021年12月23日、集英社［YJ PHOTO BOOK］、撮影：Takeo Dec.）ASIN B09NZ4Y2QW[67][68]
- 僕史上、最大のラブストーリー（2022年1月27日、集英社［YJ PHOTO BOOK］、撮影：Takeo Dec.）ASIN B09R79NXKG[69][70]
- 熱いのは誰のせい（2022年2月14日、小学館［スピ/サン グラビアフォトブック］、撮影：Takeo Dec.）ASIN B09S35ZT2Q[71]

### カレンダー
- 椛島光 2023.4-2024.3 卓上カレンダー（2023年3月31日、小学館、撮影：増田彩来）ISBN 978-4099400248[72]
- 椛島光カレンダー 2024.1-2025.3（A5卓上版）（2023年12月20日、講談社、写真：三宮幹史）ISBN 978-4065343906[73]
- 椛島光カレンダー 2024.1-2025.3（B3壁掛け版）（2023年12月20日、講談社、写真：三宮幹史）ISBN 978-4065343890[74]

### ユニットメンバー
1. ↑  前田拳太郎、日向亘、井本彩花、濱尾ノリタカ、浅倉唯、関隼汰、八条院蔵人、小松準弥
2. ↑  松本麗世、椛島光、アンジェラ芽衣、山本ひかる